# Neottiella vivida
Neottiella vivida (Nyl.) Dennis – gatunek grzybów należący do rodziny Pyronemataceae.

## Systematyka i nazewnictwo
Pozycja w klasyfikacji według Index Fungorum: Neottiella, Pyronemataceae, Pezizales, Pezizomycetidae, Pezizomycetes, Pezizomycotina, Ascomycota, Fungi.
Po raz pierwszy takson ten opisał w 1865 r. William Nylander, nadając mu nazwę Peziza vivida. Obecną, uznaną przez Index Fungorum nazwę nadał mu w roku 1960 Richard William George Dennis. Pozostałe synonimy:
- Aleuria vivida (Nyl.) Gillet 1879
- Humaria rutilans var. vivida (Nyl.) Rehm 1894
- Humaria vivida (Nyl.) Sacc. 1889
- Leucoscypha vivida (Nyl.) Dennis & Rifai 1968
- Octospora vivida (Nyl.) Dennis & Itzerott 1973[2].

## Morfologia
Owocniki typu apotecjum o średnicy do 8–10 mm, początkowo miseczkowate, później talerzowate. Hymenium gładkie, pomarańczowe, brzeg drobnowłóknisty, powierzchnia zewnętrzna jaśniejsza, biaława ze szklistymi włosami, podstawa zagrzebana w ziemi.
Worki (110–) 140–175 (–220) × 17–18,5 (–20) µm, 8-zarodnikowe. Parafizy cylindryczne, lekko maczugowate na wierzchołku, do (4,5–) 5–6 (–7,5) µm, ze sprzążkami, lub bez sprzążek. Askospory (18,5–) 22–26 (–28,5) × (10) 13 (–16,0) µm, szeroko elipsoidalne, szkliste, z pojedynczą dużą kroplę oleju.

## Występowanie i siedlisko
Występuje w Ameryce Północnej, Europie i Azji. W Polsce M.A. Chmiel w 2006 r. przytoczyła 4 stanowiska, w późniejszych latach podano kilka nowych. Aktualne stanowiska podaje także internetowy atlas grzybów. Znajduje się w nim na liście gatunków zagrożonych i wartych objęcia ochroną.
Grzyb naziemny. Występuje zwłaszcza na glebie piaszczystej, w grupach wśród mchów.